# Hóspedes da Noite
Pour plus de détails, voir Fiche technique et Distribution.
Hospedes da noite est un film documentaire réalisé en 2007.

## Synopsis
À l’époque coloniale, le Grand Hôtel dans la ville de Beira était le plus grand hôtel du Mozambique : 350 chambres, des suites luxueuses, piscine olympique… Désormais l’édifice, en ruines, sans électricité ni eau courante, est habité par 3 500 personnes. Certains vivent ici depuis vingt ans. En plus des chambres, les antichambres, couloirs, aires de service et le sous-sol de l’hôtel – où c’est toujours la nuit – servent également d’habitation.

## Fiche technique
- Réalisation : Licínio Azevedo
- Production : Ebano Multimedia, Marfilmes
- Scénario : Licínio Azevedo
- Image : Karl de Sousa
- Montage : Orlando Mesquita
- Son : Gabriel Mondlane
- Musique : Chico António